# Uralom (Csillagkapu)

## Ismertető
| Figyelem: Itt a Csillagkapu 10. évadjának cselekményét vagy a végkifejletet is olvashatod. |

Mivel Adria képes Vala érzékelésére, ezért a CSK-1 úgy döntött, hogy csapdát állít fel neki. Vala-t egy bolygóra viszik, majd hamis emlékeket ültetnek az agyába, így a lány felébredve azt hiszi, hogy a Földön megbízhatatlannak minősítették, és börtönbe zárták. Onnan szökött meg, és egy idegen világbeli kocsmában kockajátékozva talált rá Adria.
A két nő a Clava Thassaras Infinatus-t rejtő bolygóra utazik, de átlépve a csillagkapun, a túloldalon már a készültségben lévő CSK-1 várja őket. Elmesélik az Ori-nak és Vala-nak, hogyan ültettek hamis emlékeket a lány agyába. Adria csapdába esett, mert a működő anti-Hírnök eszköz miatt nem tudja használni a hatalmát. Ekkor megjelenik pár Jaffa, és lefegyverezve a CSK-1-et, Ba'al álcázott hajójára viszik Adria-t.
A CSK-1 nyomoz, míg megtalálnak egy elpusztított találkozót, amin Ba'al klónjainak holttestei hevernek szerteszét. Az igazi Ba'al ölte meg őket, hogy ne tudják nyomra vezetni a CSK-1-et. Az egyetlen túlélő elmondja, hogyan juthatnak a Goa'uld hajójára.
A CSK-1 későn érkezik, a Goa'uld hajón már Ba'al átvette Adria teste felett az irányítást (Goa'uld lárvaként beleköltözött Adrai emberi testébe), így próbálván hatalmat gyakorolni az óriási Ori flotta felett. A Föld a Tok'ra segítségét kéri, akik a mélyaltatásban lévő Adrai testéből próbálják eltávolítani a Goal'uld lárvát, egy kockázatos műtéttel.
A műtét nem sikerül, Ba'al eltávolítása előtt még kibocsát egy halálos mérget, amitől Adriára hosszú, szenvedéssel teli haláltusa vár. Az anti-Hírnök eszköz kikapcsolásával Adria meggyógyíthatná önmagát, de a Föld ezt nem teheti meg, mert akkor nincs semmiféle védelmük az Orici ellen.
Adrai lassan legyőzve az anti-Hírnök eszköz erejét, és tudván, hogy közeleg halála, elkezd felkészülni a felemelkedésre. Mentális erejével elzárja szobáját, és Vala-t a többi CSK-tagtól, majd amikor Mitchell és Teal'c lángvágóval próbál bejutni, a szintén csapdába esett Daniel-t hűtőgázzal árasztja el.
Vala felkap egy fegyvert, és megpróbálja megölni Adria-t, aki felemeli őt, és fojtogatni kezdi az elméjével. Végül is Vala-t nem öli meg, s a CSK-1 bejutva a helységbe, már csak Adria felemelkedésének végét látja.

## Külső hivatkozások
- Stargate Wiki link (angolul)